# 국도 제35호선 (일본)

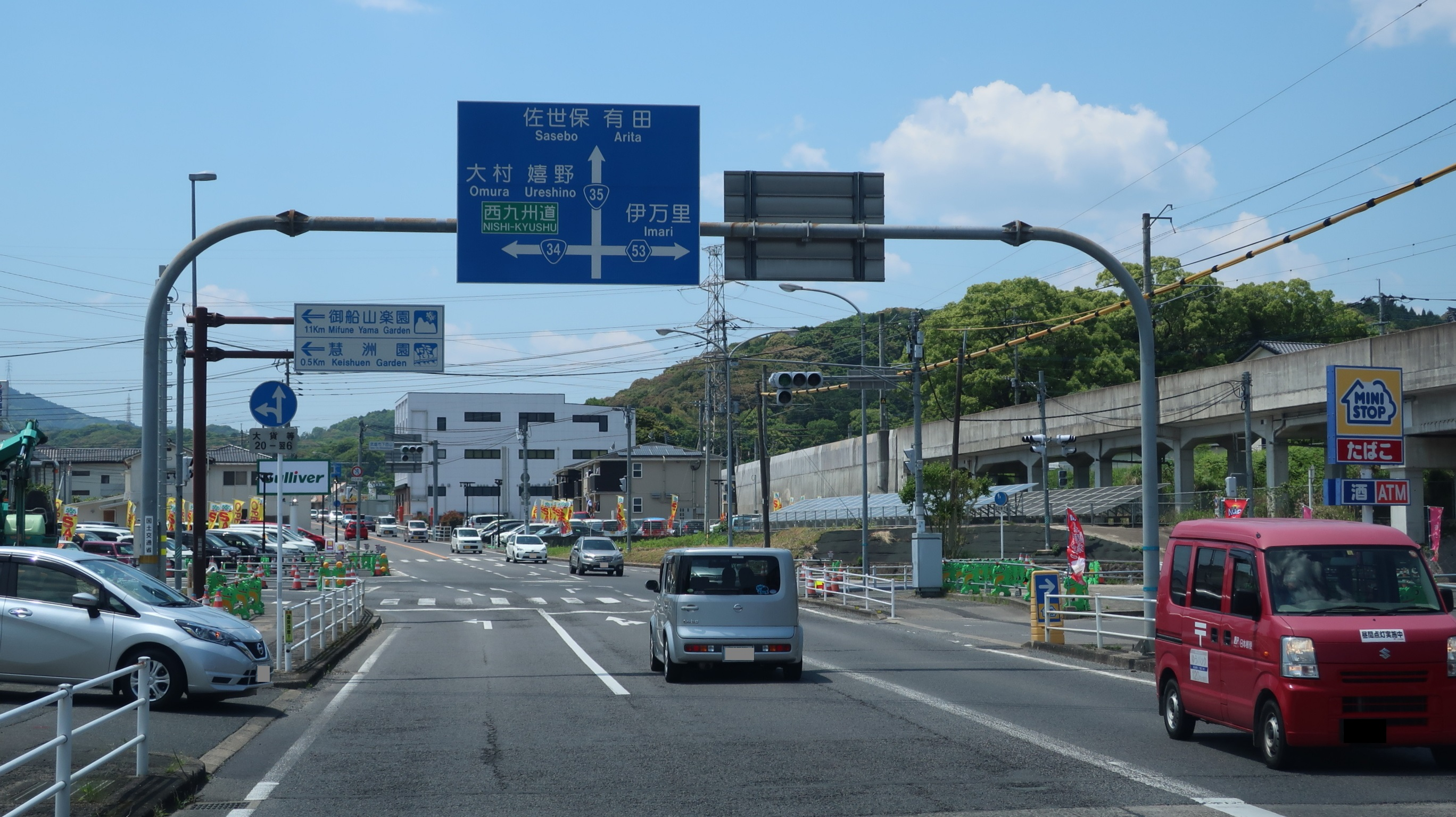
35번 국도의 기점
사가현 다케오시의 시모니시야마 교차로 일대.

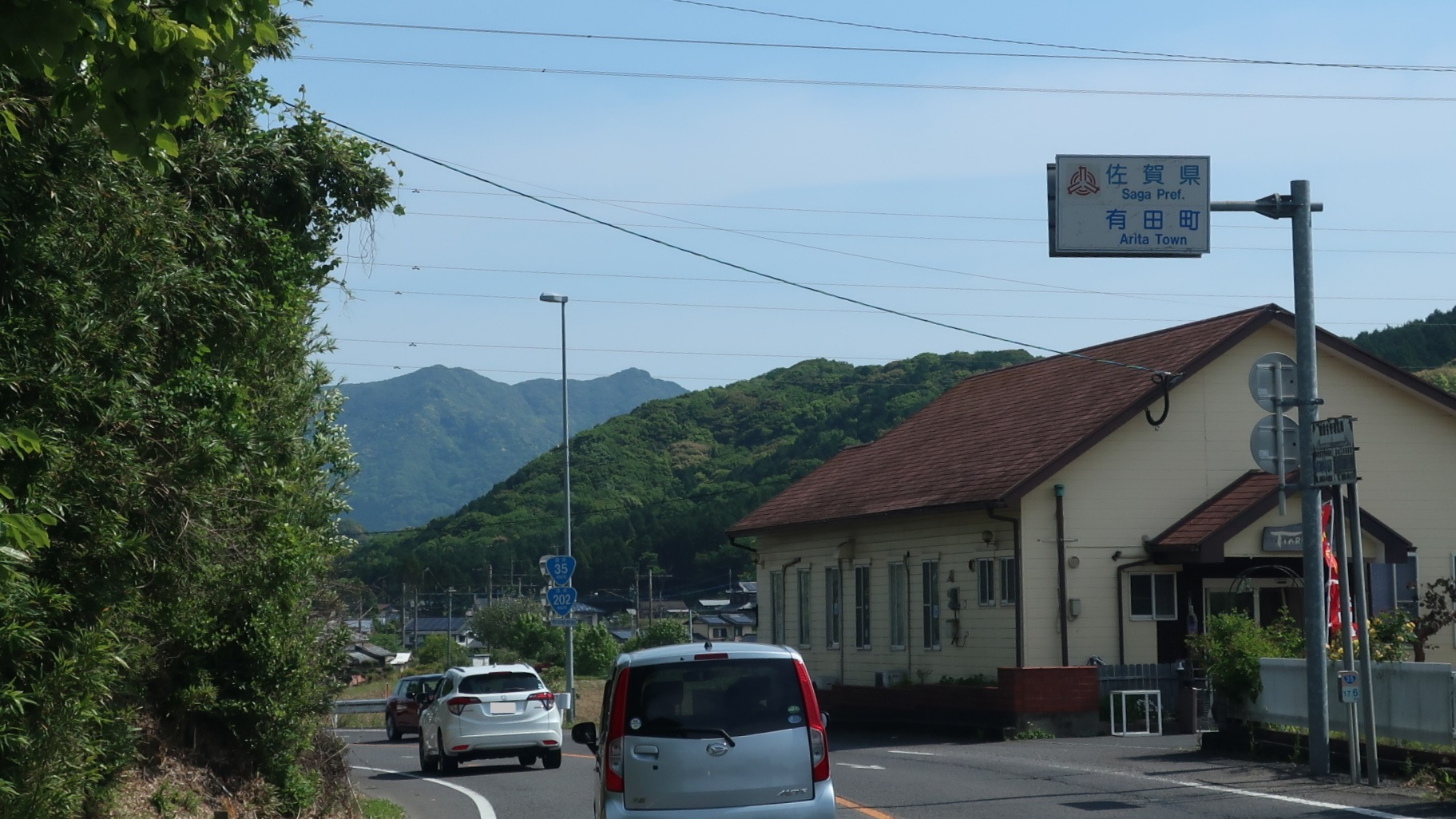
사가현의 현계점을 가진 표지.

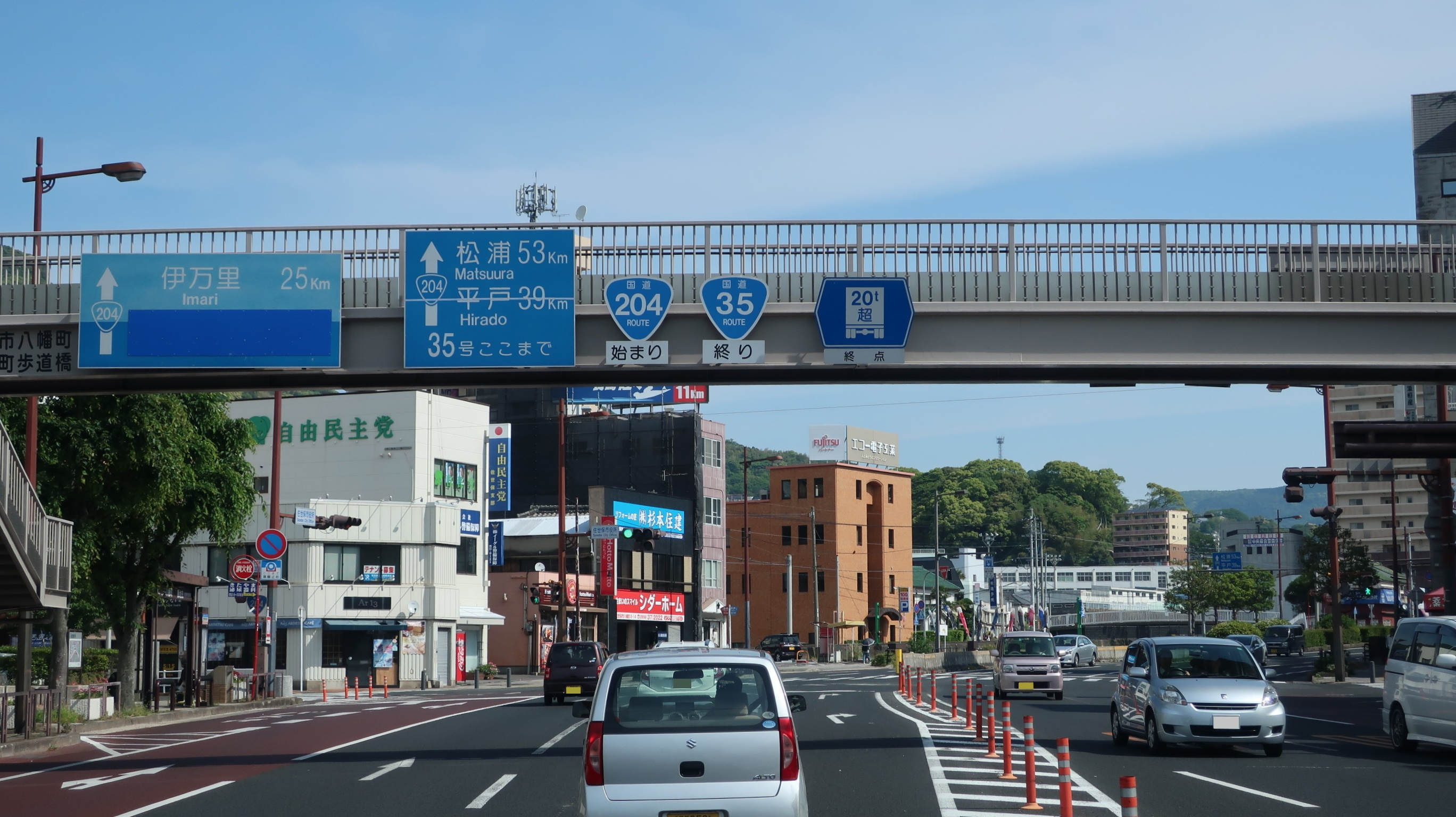
35번 국도의 종점
나가사키현 사세보시의 하치만 보도교 일대.

국도 제35호선(일본어: 国道35号)은 사가현 다케오시의 시모니시야마 교차로에서 같은 현의 니시마쓰우라군 아리타정을 경유, 나가사키현 사세보시의 하치만 보도교까지 이어주는 일반국도 노선이다. 

## 주요 경유지
- 사가현 : 다케오시 - 니시마쓰우라군 아리타정
- 나가사키현 : 사세보시

## 연결 가능한 도로
- 니시큐슈 자동차도 (구 497번 국도)
- 국도 제34호선
- 국도 제202호선
- 국도 제204호선
- 국도 제205호선
- 국도 제206호선
- 국도 제384호선